# Katarzyna Tomicka
Katarzyna Tomicka (v. 1517 - 1551) est une noble polonaise, belle-sœur et opposante de la reine de Pologne Barbara Radziwiłł.
Katarzyna est née à Iwno. Troisième fille du podkomorzy de Kalisz, Jan Tomicki Łodzia, elle est la sœur du marszałek (en) (maréchal) et évêque de Cracovie Piotr Tomicki (en) Łodzia. Elle décède à Wilno.
Ses fils sont à l'origine de la « lignée calviniste » de la famille Radziwiłł. La lignée masculine s'éteint en 1669.

## Mariage et descendance
Katarzyna épouse Nicolas Radziwiłł Le Rouge vers 1542. Ensemble, ils ont trois enfants :
- Nicolas Radziwiłł, qui épouse Aleksandra Wiśniowiecka Korybut (en), puis Zofia Helena Hlebowicz Połońska Leliwa (pl)
- Cristophe Nicolas Radziwiłł, qui épouse Katarzyna Sobek z Sulejówka Brochowicz, puis la princesse Katarzyna Ostrogska (uk),  Katarzyna Tęczyńska (en) Tópor (pl), et la princesse Elizaveta Ostrogska